# Городская усадьба Варгина — Одинцовых
Городская усадьба Варгина-Одинцовых – здание в районе Замосковоречье Центрального административного округа города Москвы, расположенное по адресу ул. Бахрушина, д. 27.

## История
Точная дата постройки дома и имя архитекторы неизвестны, однако специалисты относят это здание к 1830-м годам, хотя сама усадьба существовала и ранее . Участок, на котором построен дом, отделился от прежней усадьбы, практически полностью выгоревшей, позднее 1817 года. Первоначально участок принадлежал К. Н. Варгину, однако в дальнейшем владельцы многократно менялись. Изначально двухэтажный дом с антресолями дом был спроектирован в стиле позднего московского ампира, однако впоследствии фасад дома был обильно декорирован лепниной, в частности, наличниками и вставками под окнами второго этажа, изображающими лиры, рога которых увенчаны головами орлов.
До сих пор сохранился интерьер центральной гостиной с вогнутыми печами, двери, частично сохранился паркет и камин рубежа 20 века. В 1920-х годах была выполнена перепланировка антресолей, в частности были растесаны окна, а также перенесена лестница .
Известно, что ограда усадьбы была выстроена в 1895 году.